# Tramvia de Szczecin
La xarxa de tramvia de Szczecin és un sistema de tramvies d'ample estàndard de 12 línies a Szczecin, Polònia, que està en funcionament des de 1879 (quan la ciutat era Stettin, Prússia). El tramvia funciona en 65 quilòmetres de recorregut. Les línies  són operades per l'empresa Tramwaje Szczecińskie (Szczecin Tramways), en nom de la ZDiTM (Zarząd Dróg i Transportu Miejskiego; Administració de Carreteres i Transport Públic). També hi ha una línia turística operada per l'Associació d'Entusiastes del Transport Públic de Szczecin.

## Línies
| Tram # | Ruta                                       | Llargària | Temps de trajecte | Parades |
| ------ | ------------------------------------------ | --------- | ----------------- | ------- |
|        | Osiedle Zawadzkiego ↔ Potulicka            | 9.4 km    | 34-35 min         | 17-20   |
|        | Dworzec Niebuszewo ↔ Turkusowa             | 11.5 km   | 30 min            | 17-18   |
|        | Osiedle Zawadzkiego ↔ Pomorzany            | 8.7 km    | 33-34 min         | 22      |
|        | Krzekowo ↔ Pomorzany                       | 7.7 km    | 26-27 min         | 18      |
|        | Osiedle Zawadzkiego ↔ Stocznia Szczecińska | 7.6 km    | 28-29 min         | 20-21   |
|        | Gocław ↔ Pomorzany                         | 10.9 km   | 35-36 min         | 23-24   |
|        | Osiedle Zawadzkiego ↔ Turkusowa            | 10 km     | 32-33 min         | 18      |
|        | Gumieńce ↔ Turkusowa                       | 13.03 km  | 33 min            | 19      |
|        | Głębokie ↔ Potulicka                       | 8.9 km    | 32-35 min         | 18      |
|        | Las Arkoński ↔ Gumieńce                    | 9.5 km    | 36 min            | 22-23   |
|        | Ludowa ↔ Pomorzany                         | 8.7 km    | 35 min            | 19-20   |
|        | Dworzec Niebuszewo ↔ Pomorzany             | 6.9 km    | 29 min            | 18      |